# Sainte-Marie (Martinica)
Sainte-Marie è una città del dipartimento d'oltre mare francese della Martinica.

## Geografia fisica
È un florido comune, principalmente agricolo, posizionato sulla costa nordorientale (atlantica) dell'isola Martinica.
Offre una campagna lussureggiante, giardini creoli e passeggiate nella foresta.

## Luoghi di interesse
Da visitare:
- il Museo del Rum
- l'antico monastero dominicano di Fond Saint-Jacques
- il Museo della Banana

## Economia
Come in altri comuni di questa zona, la lavorazione della canna da zucchero riveste un ruolo importante (distilleria Saint-James). Significativa anche la coltivazione della banana.
Il settore turistico è in pieno sviluppo grazie alle escursioni possibili in zona.

## Collegamenti esterni

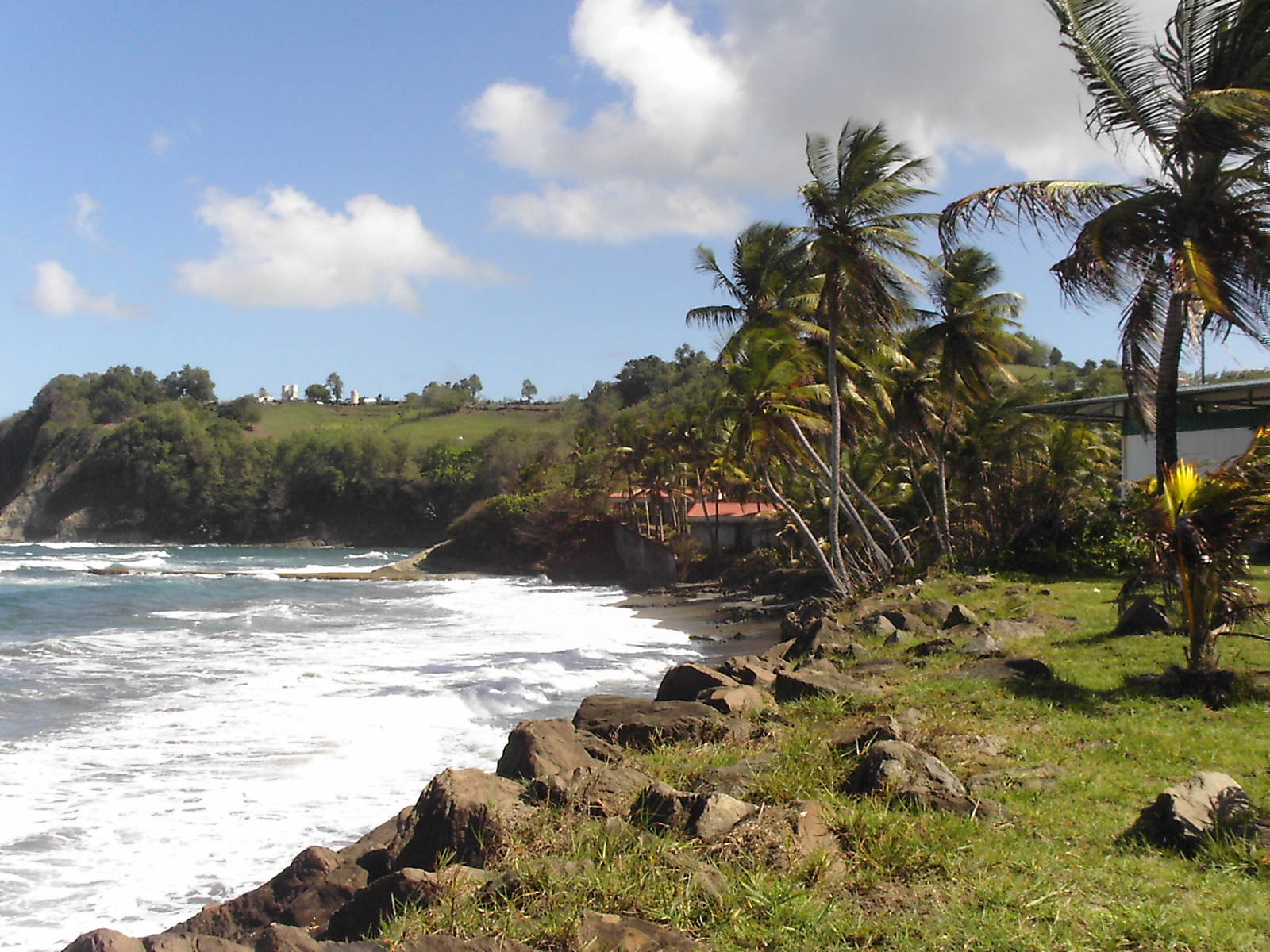
Spiaggia dalla sabbia nera